# Biserica de lemn din Dobrești, Vâlcea

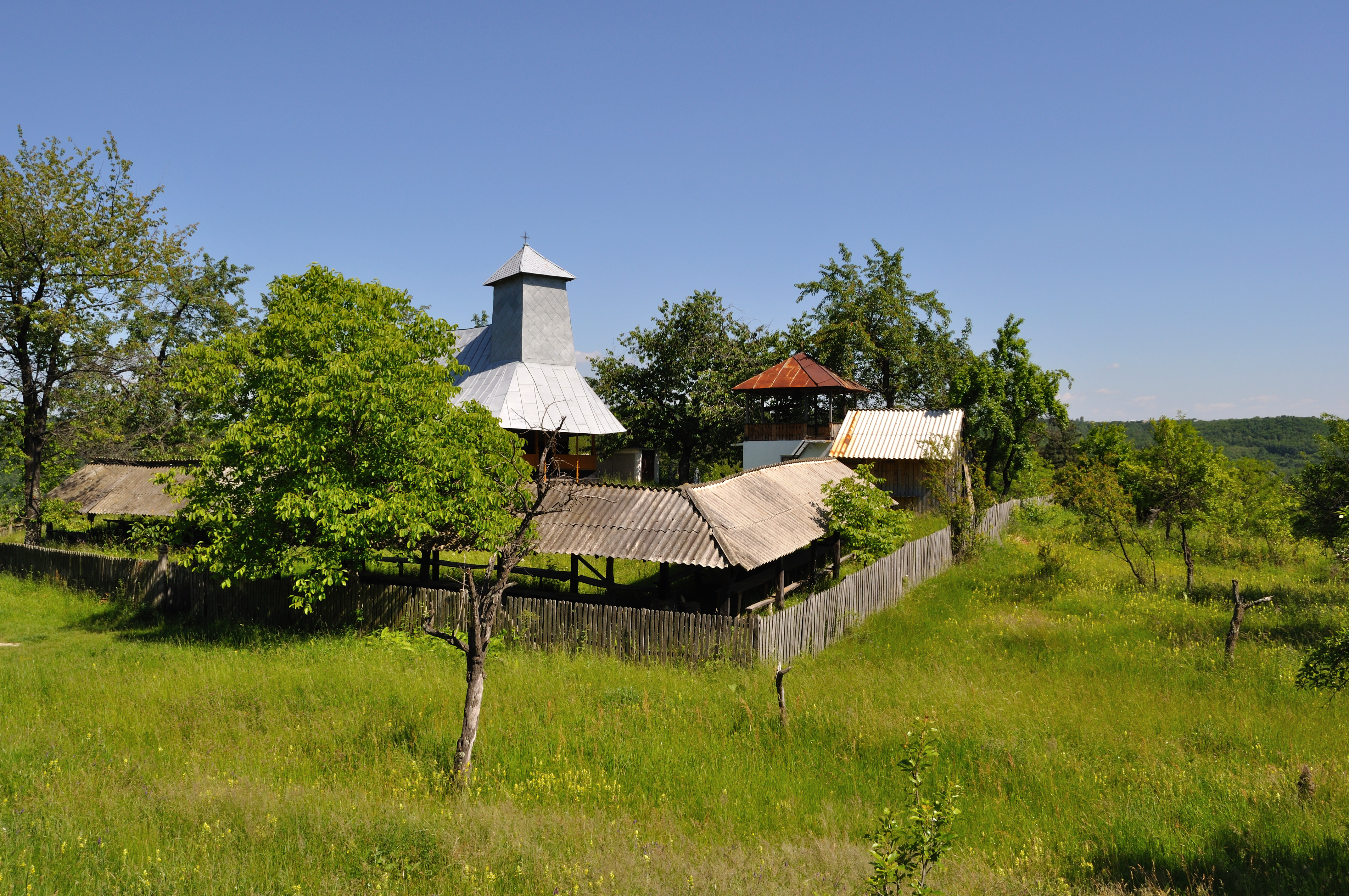
Biserica de lemn din Dobrești, judeţul Vâlcea, foto: iunie 2010.

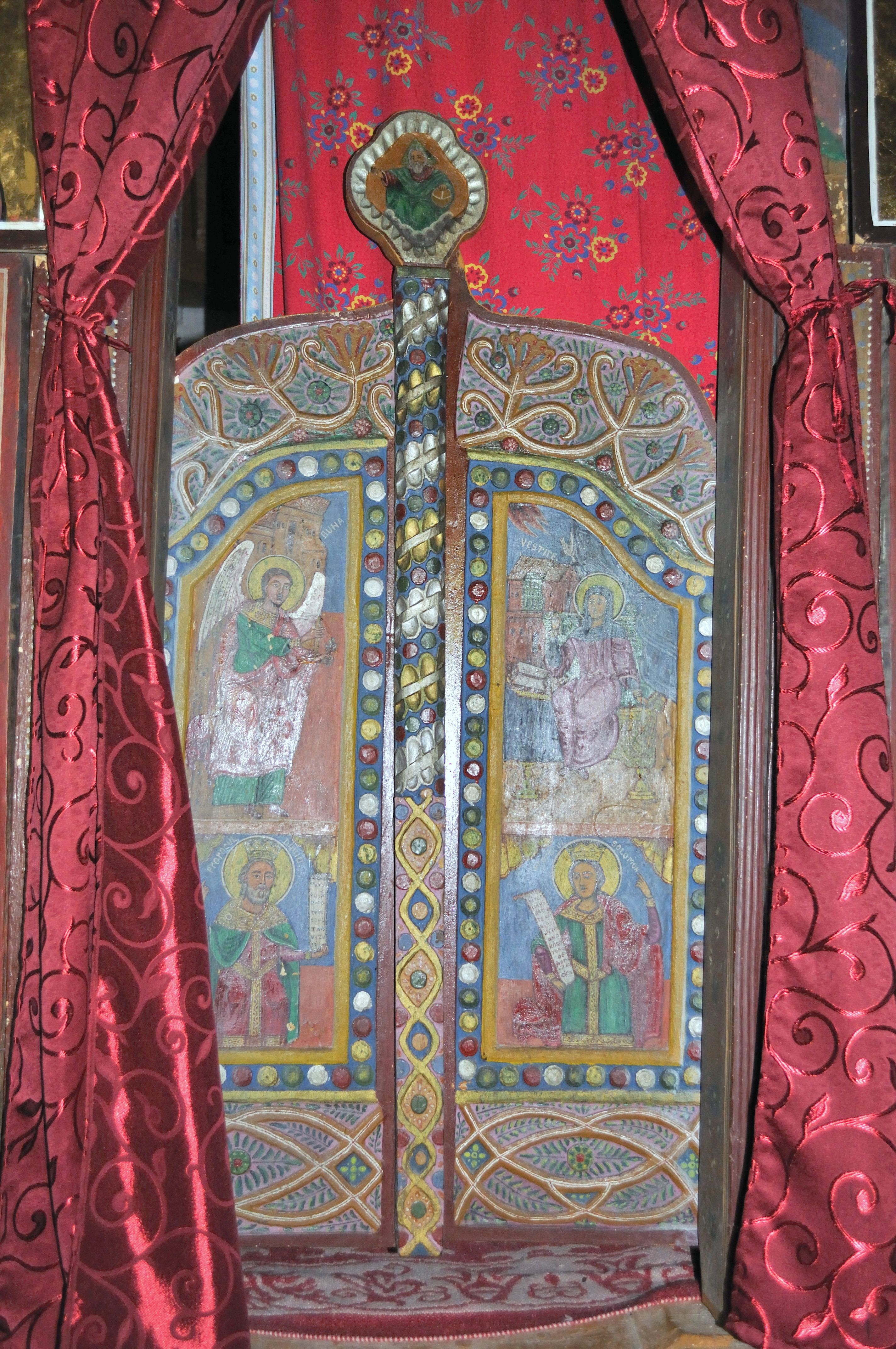
Ușile împărătești

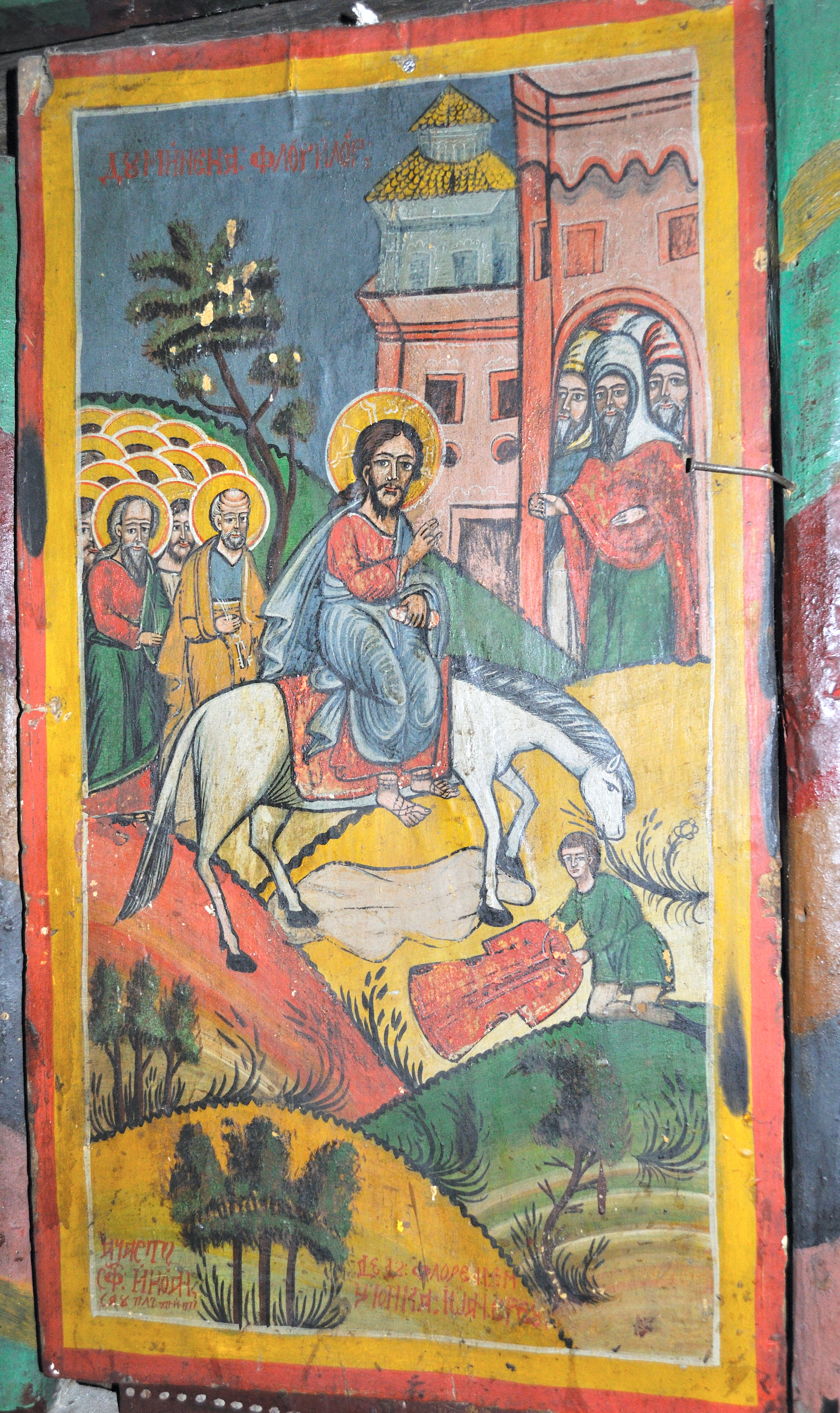

Biserica de lemn din Dobrești, comuna Dănicei, județul Vâlcea, a fost construită în 1828. Are hramul „Sfântul Nicolae”. Biserica se află pe noua listă a monumentelor istorice sub codul LMI:  VL-II-m-B-09744.

## Imagini din exterior

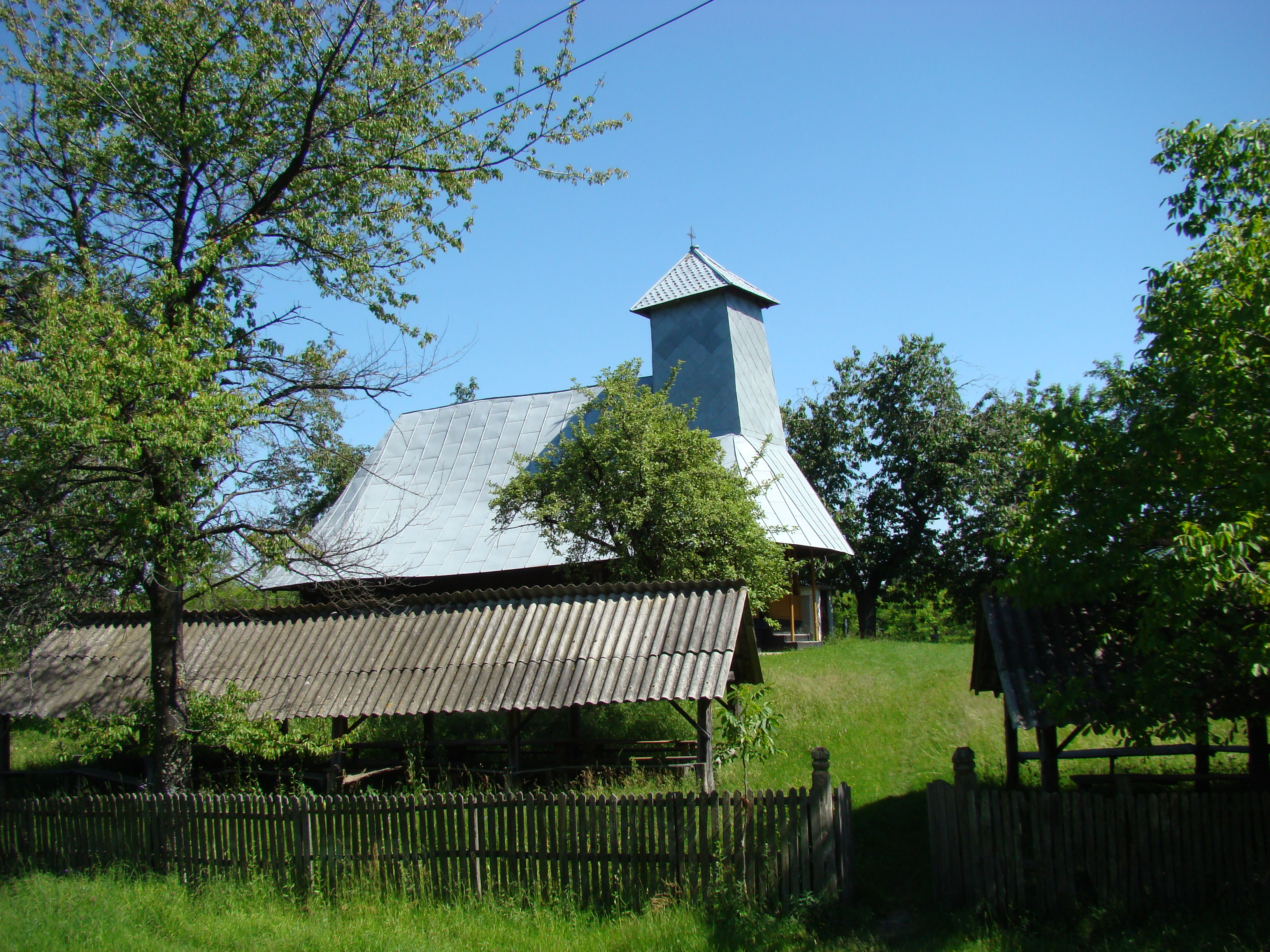
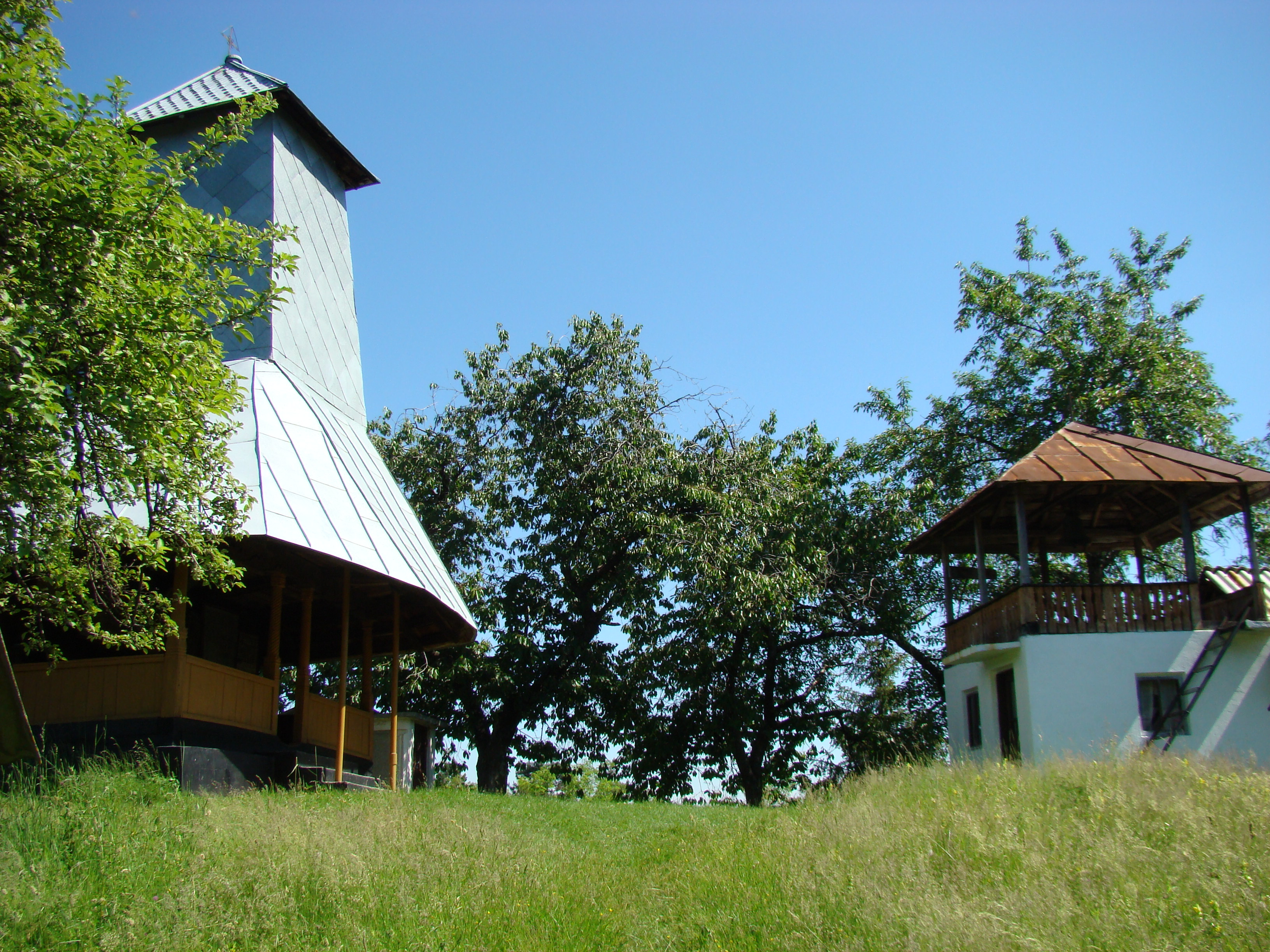
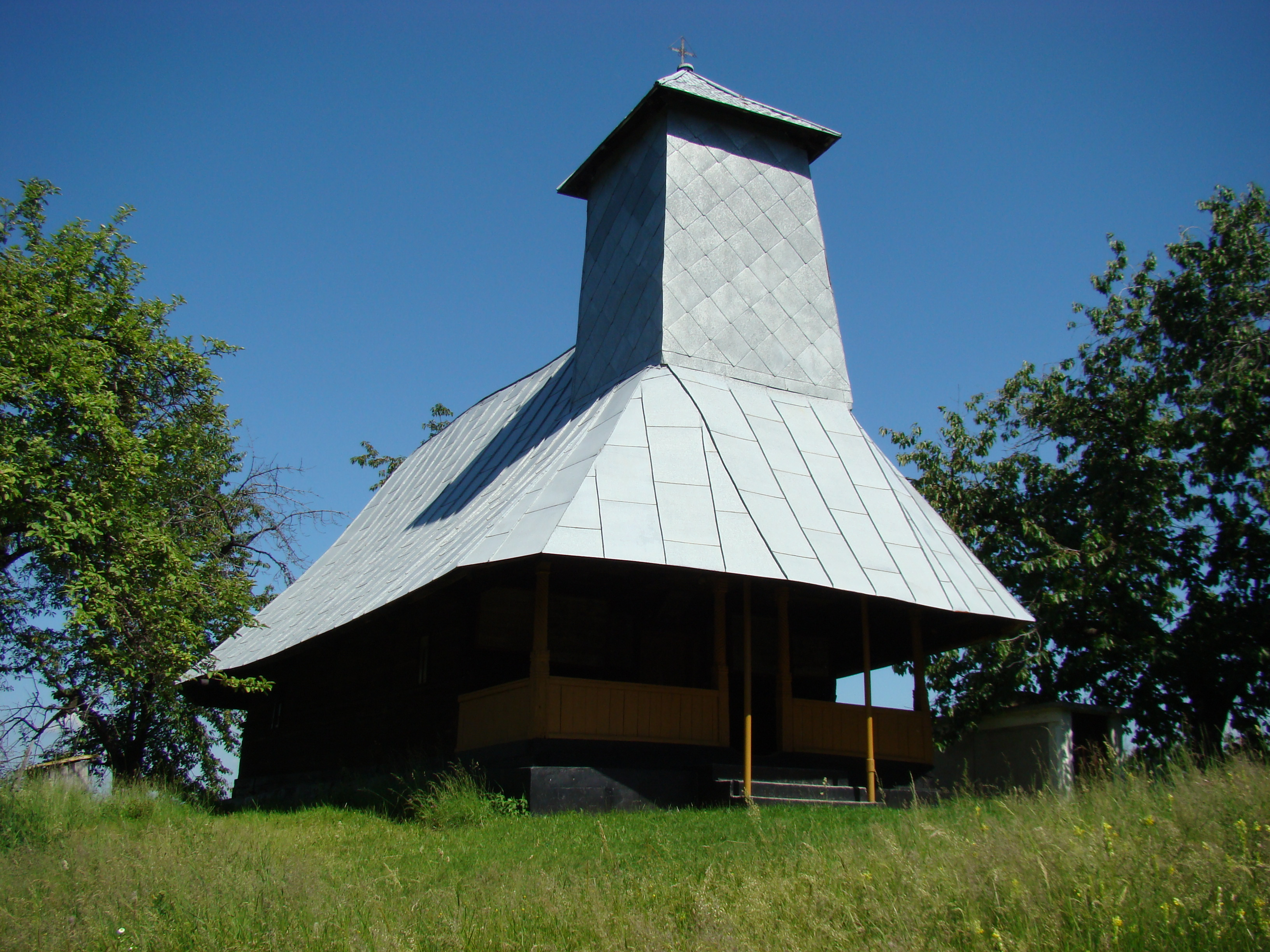
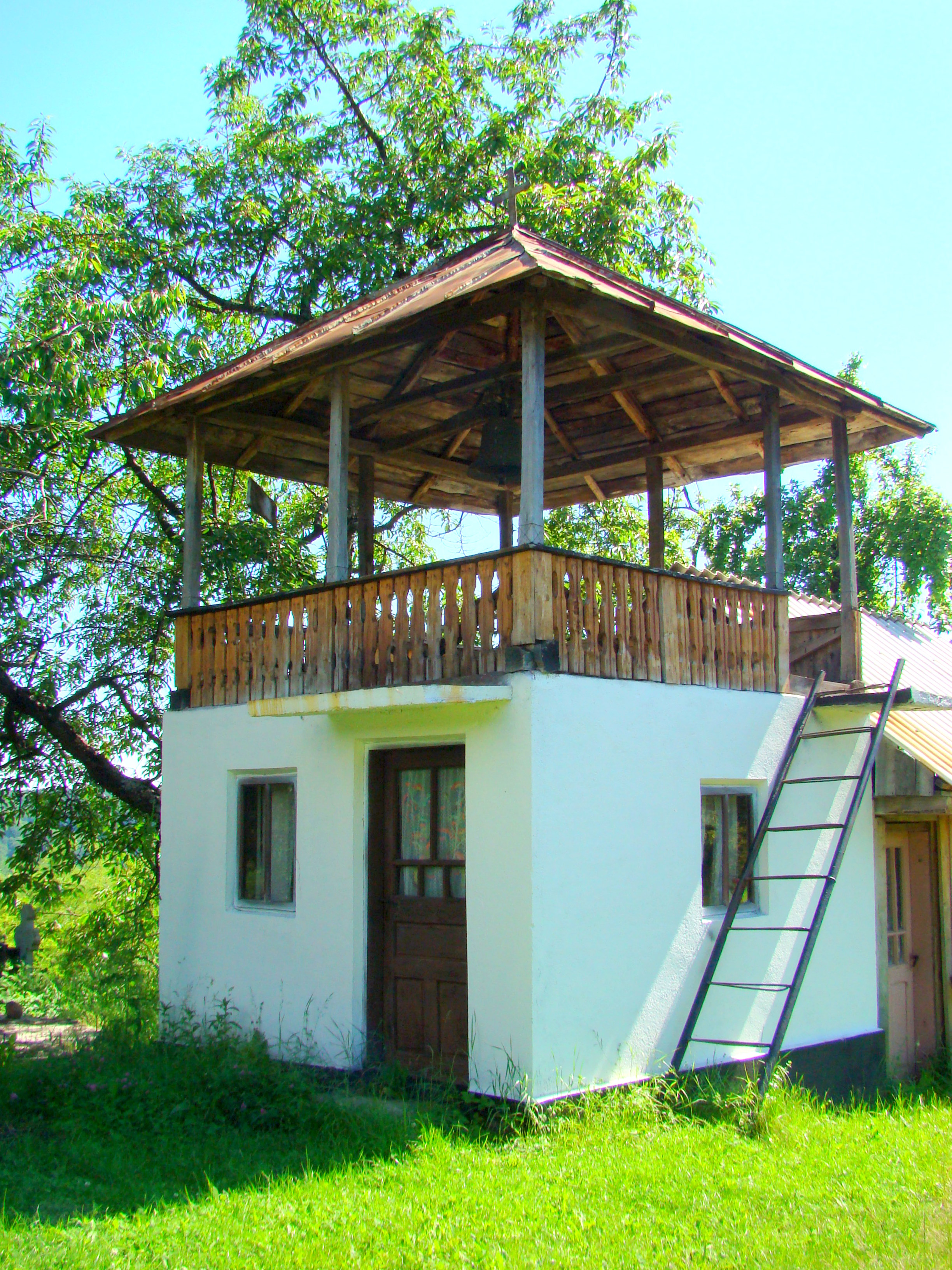
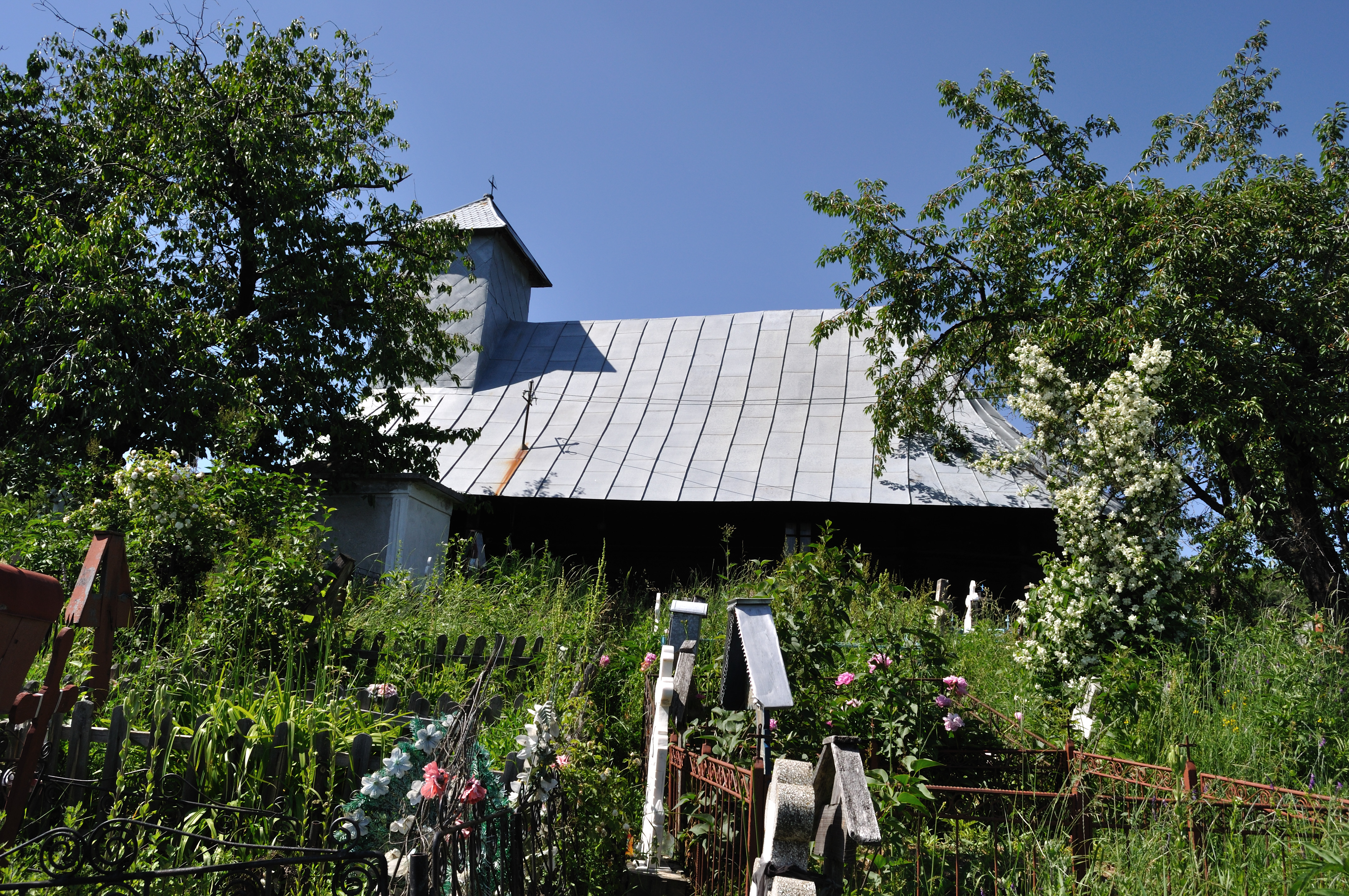
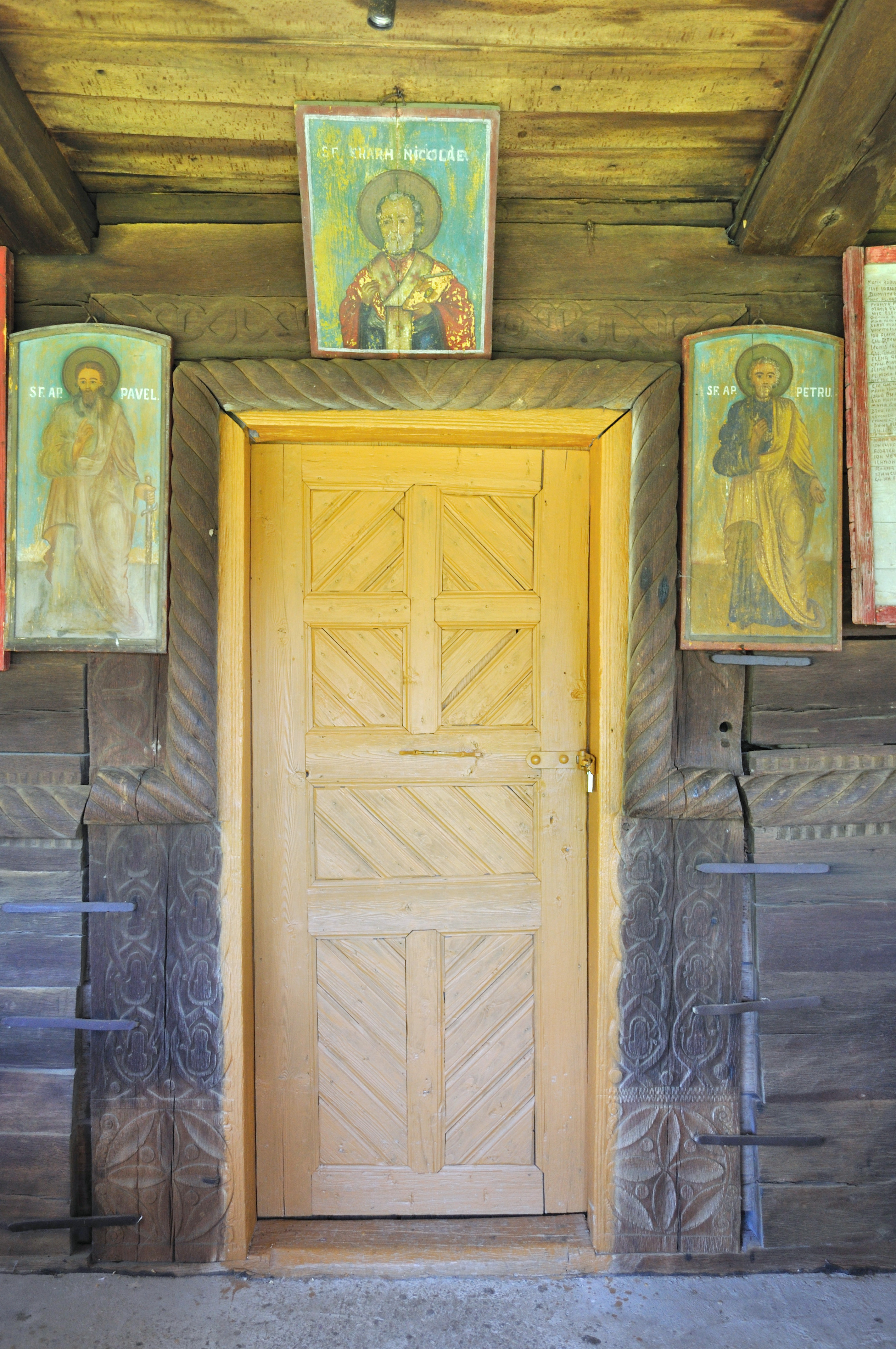
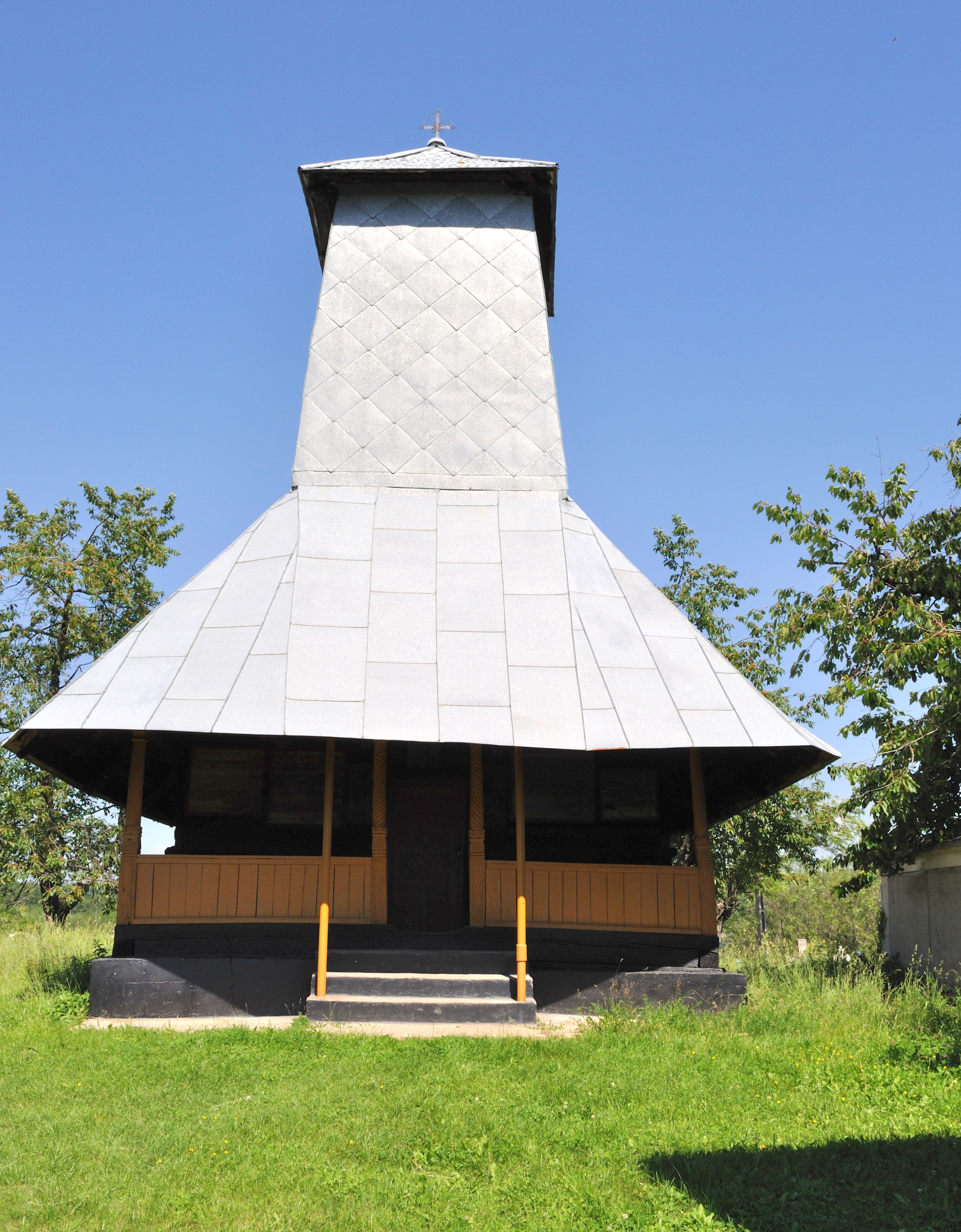
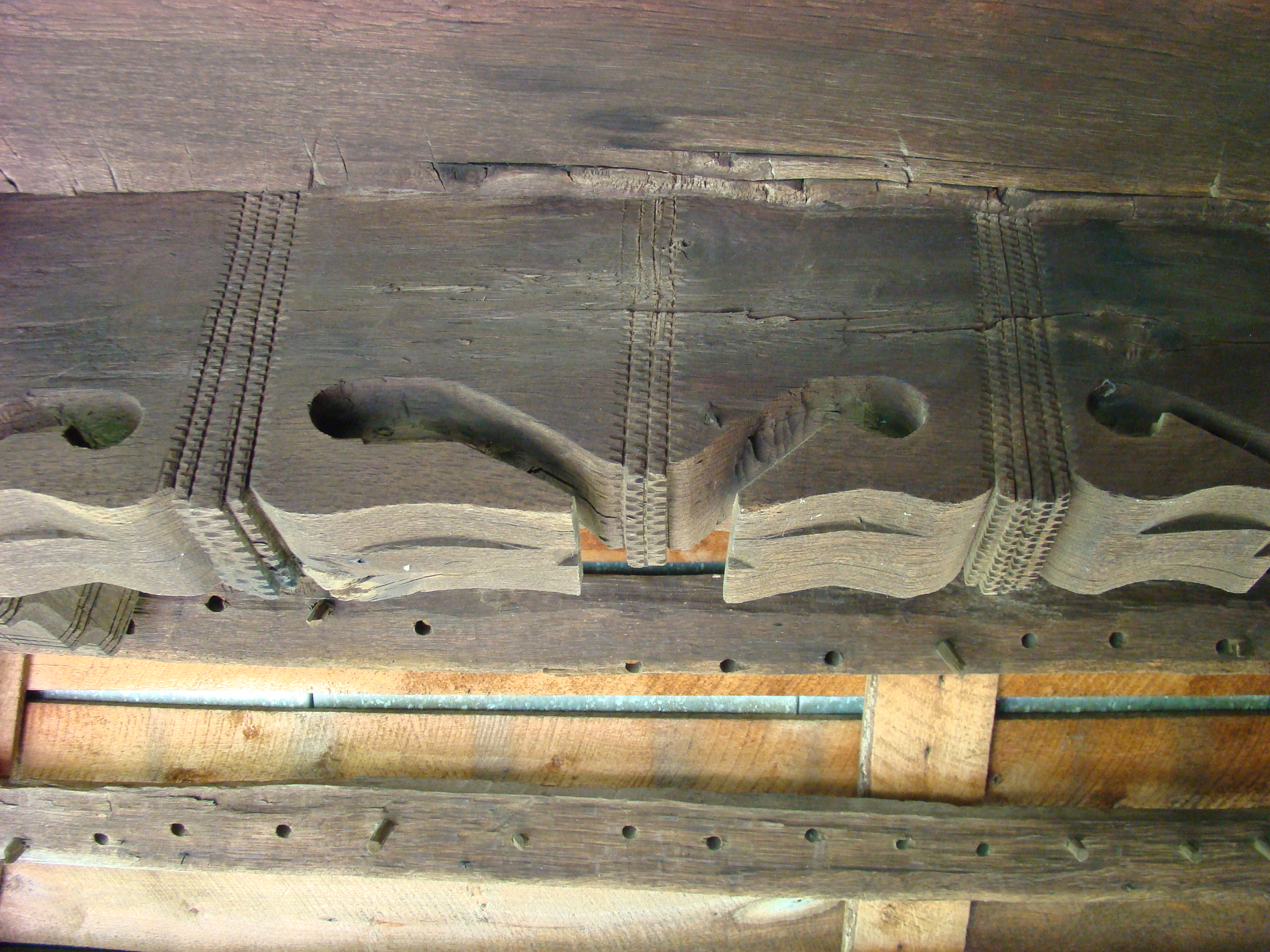
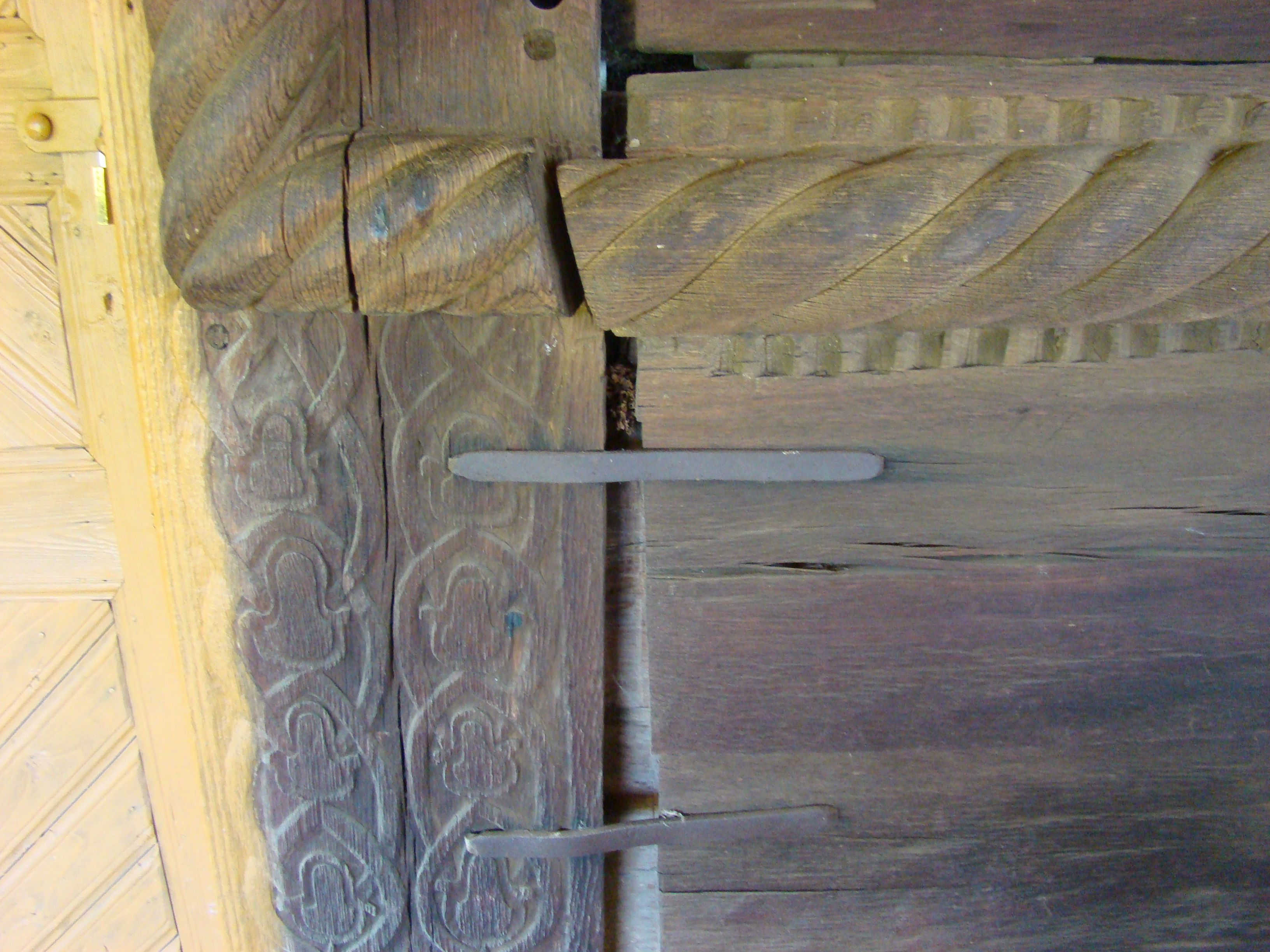

## Imagini din interior

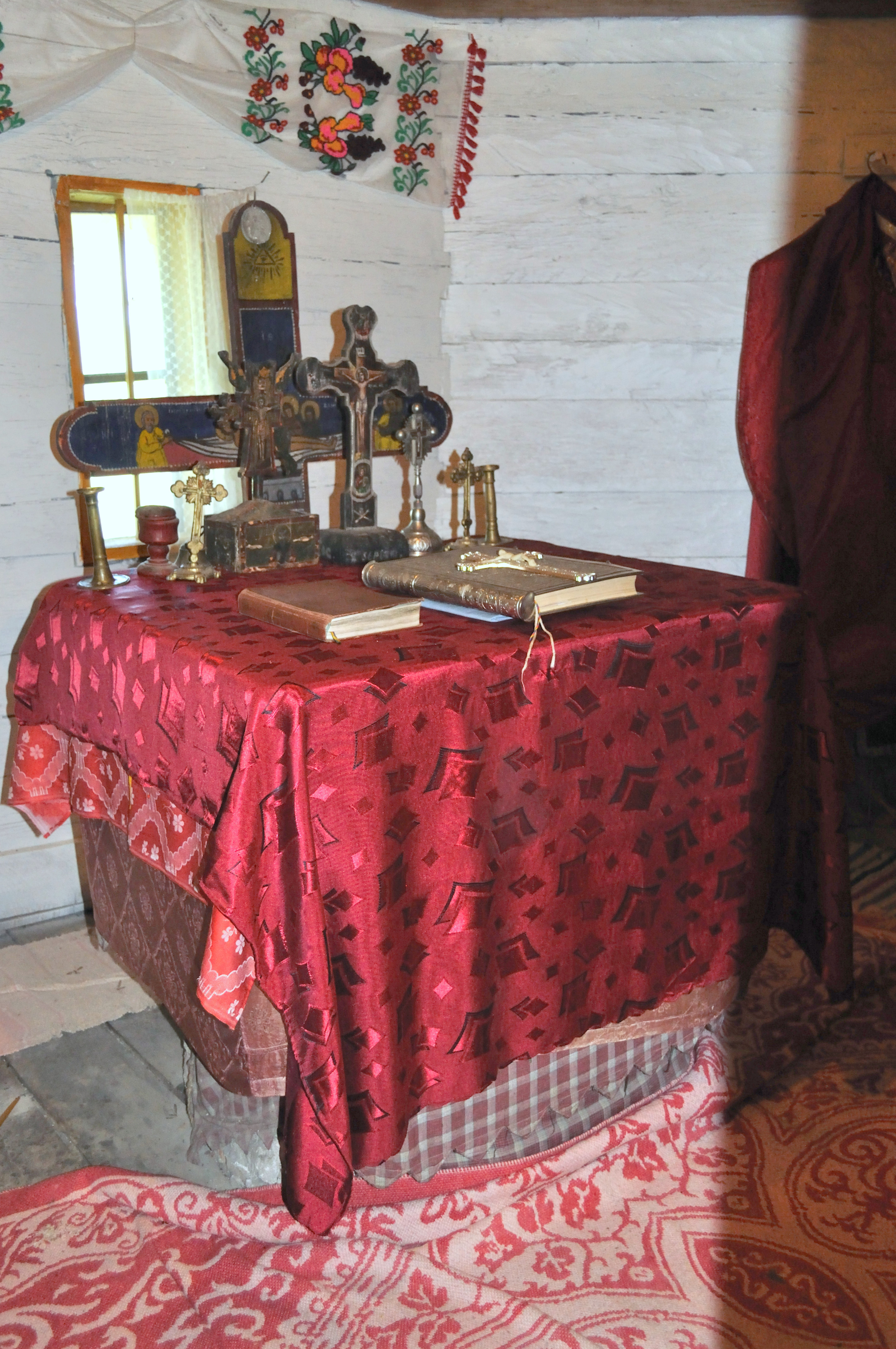
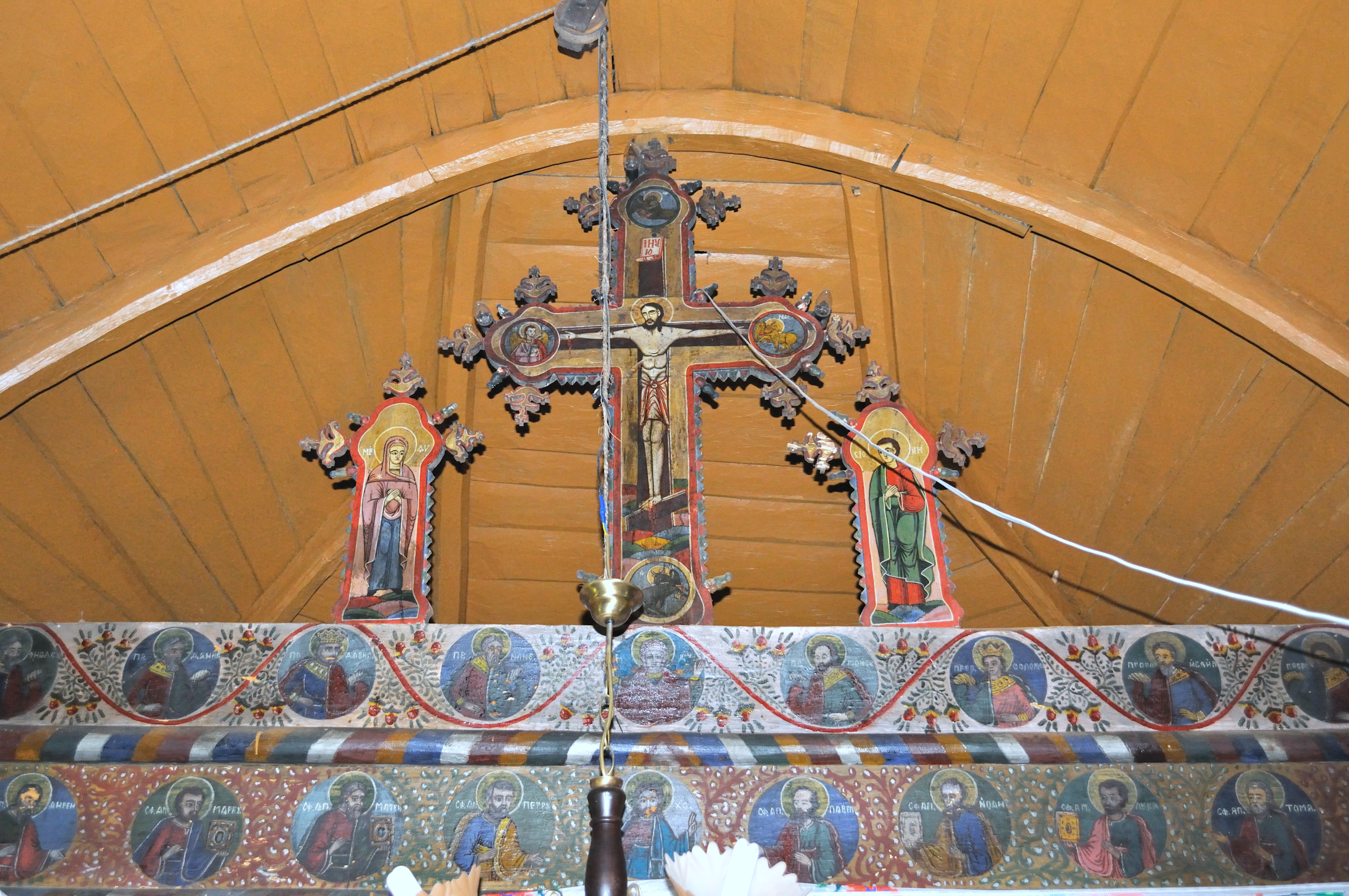
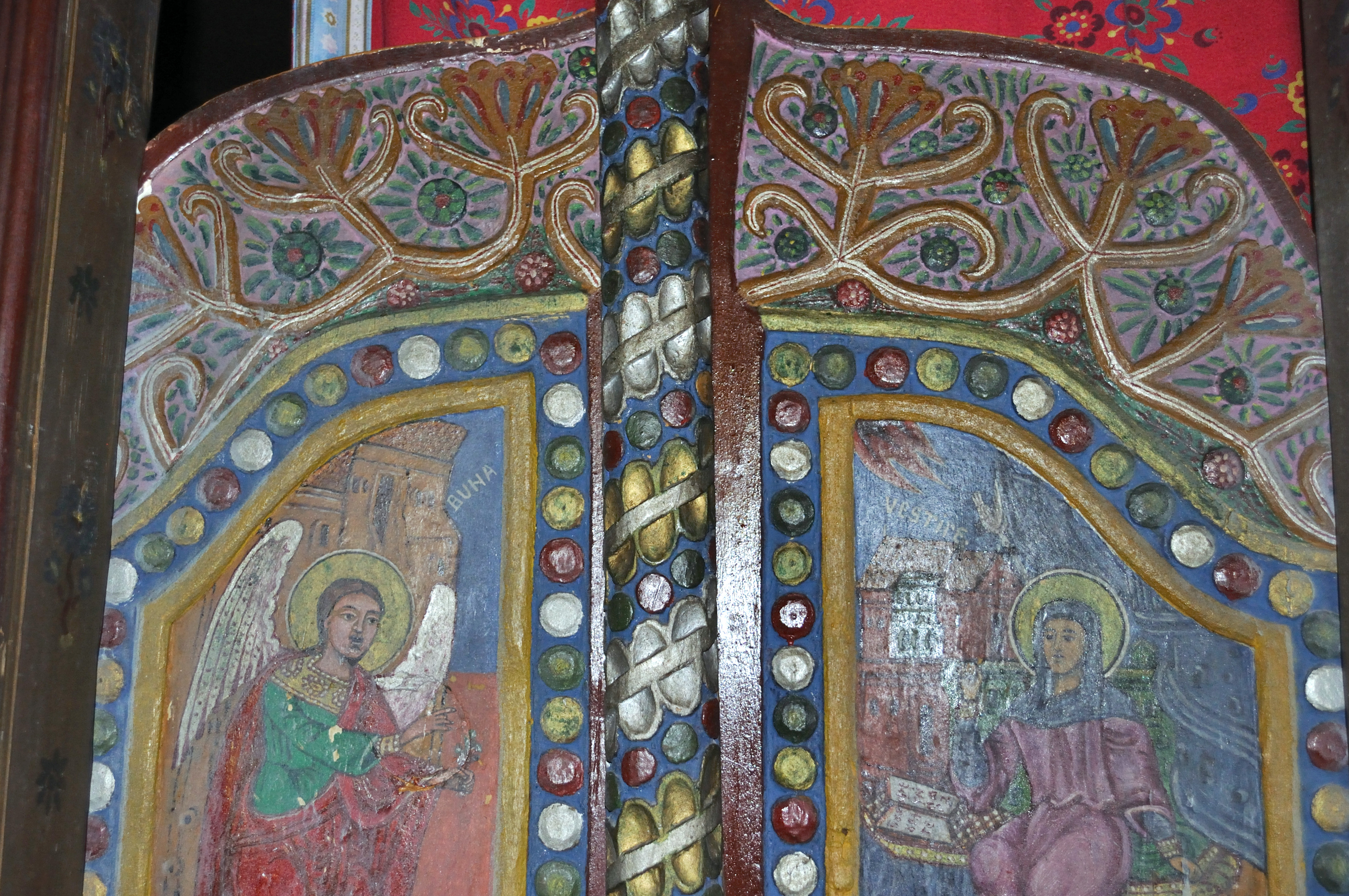
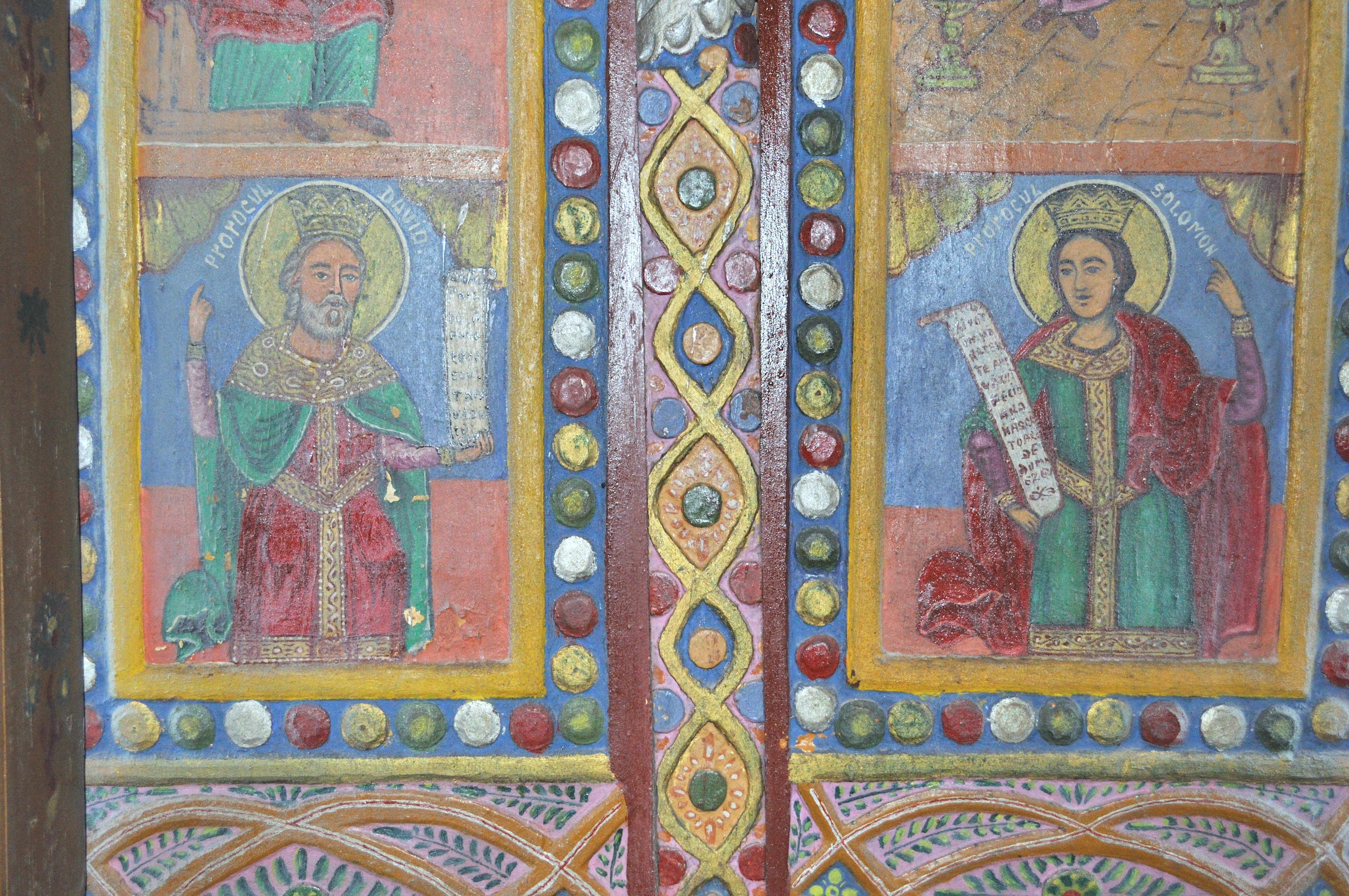
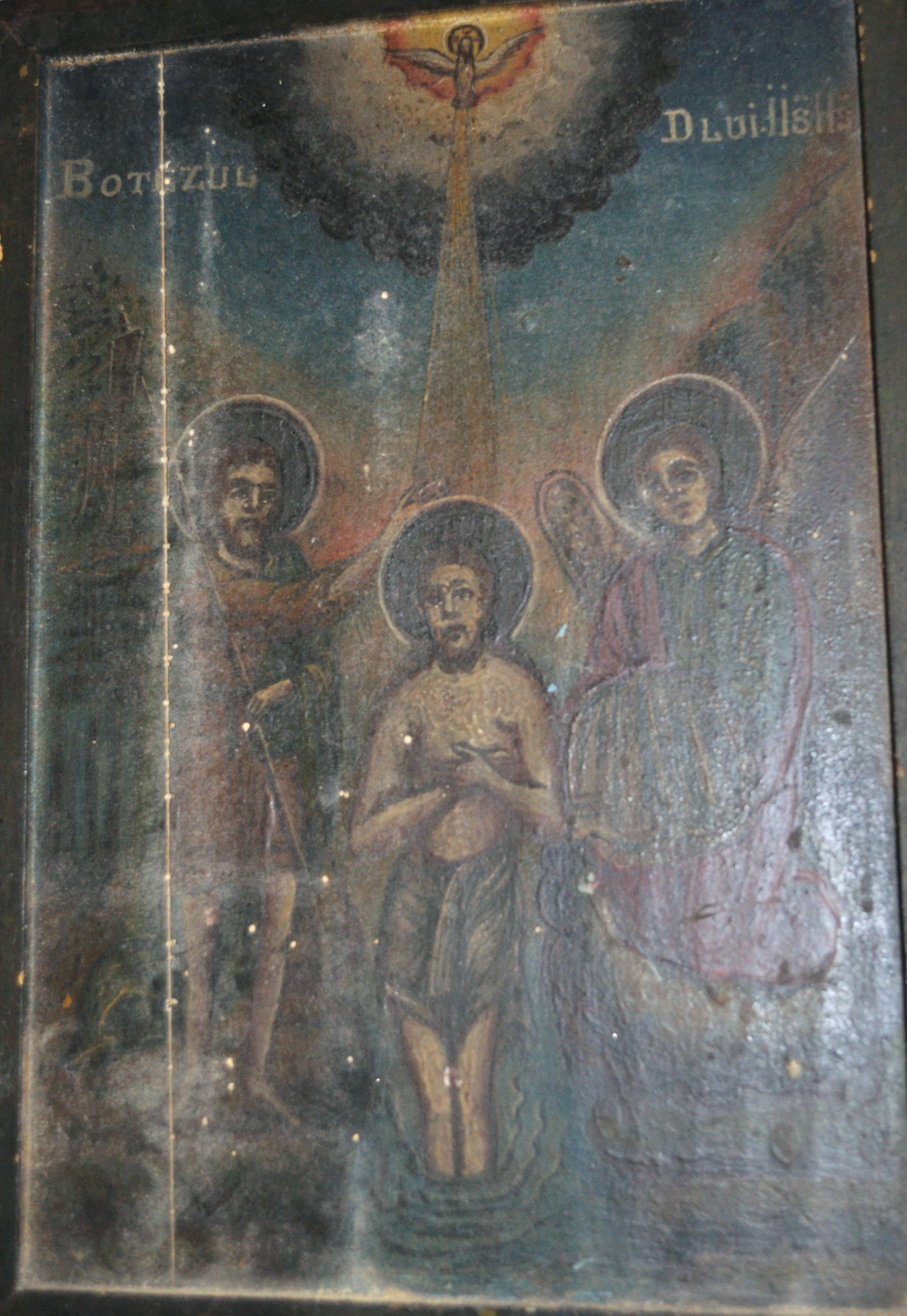
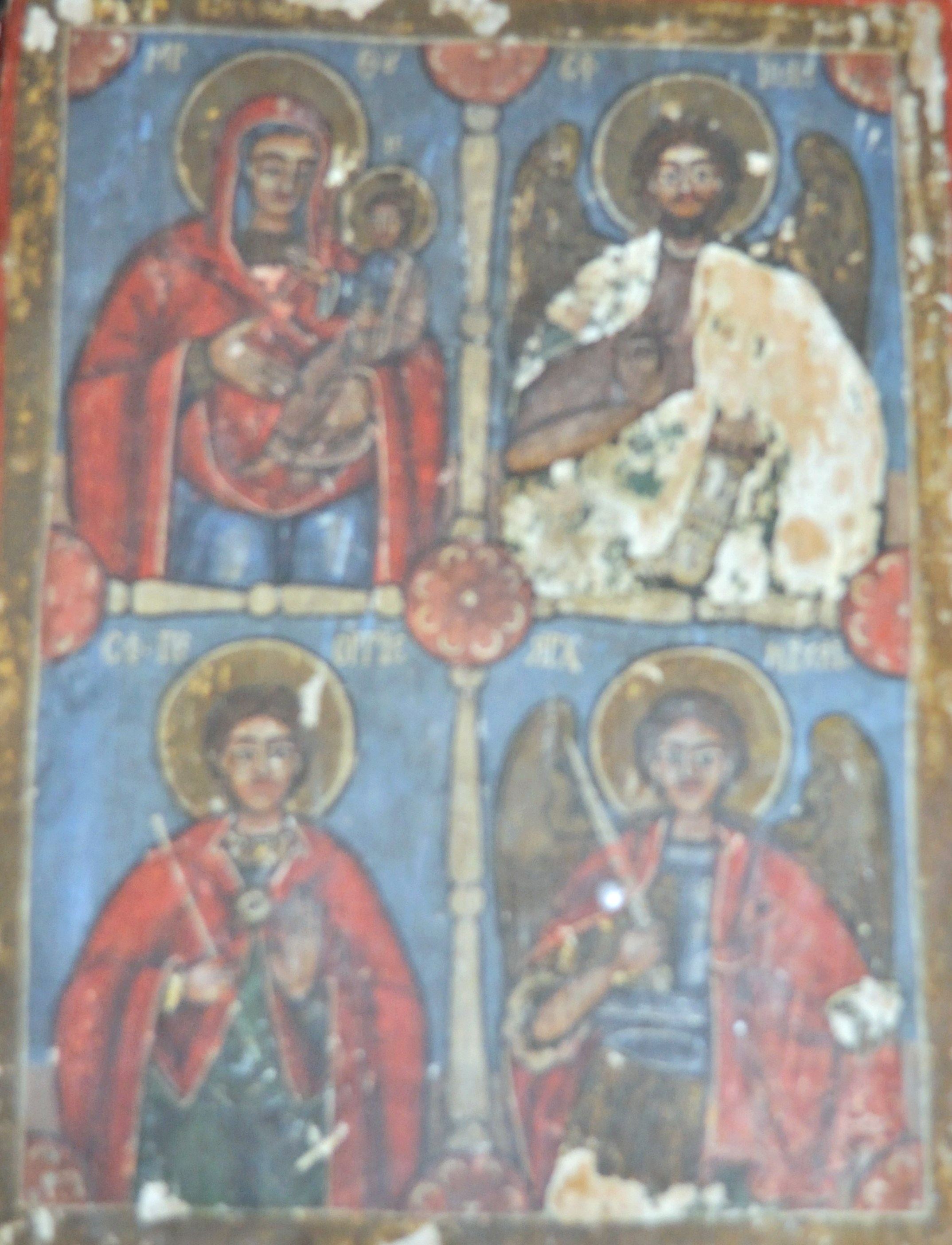
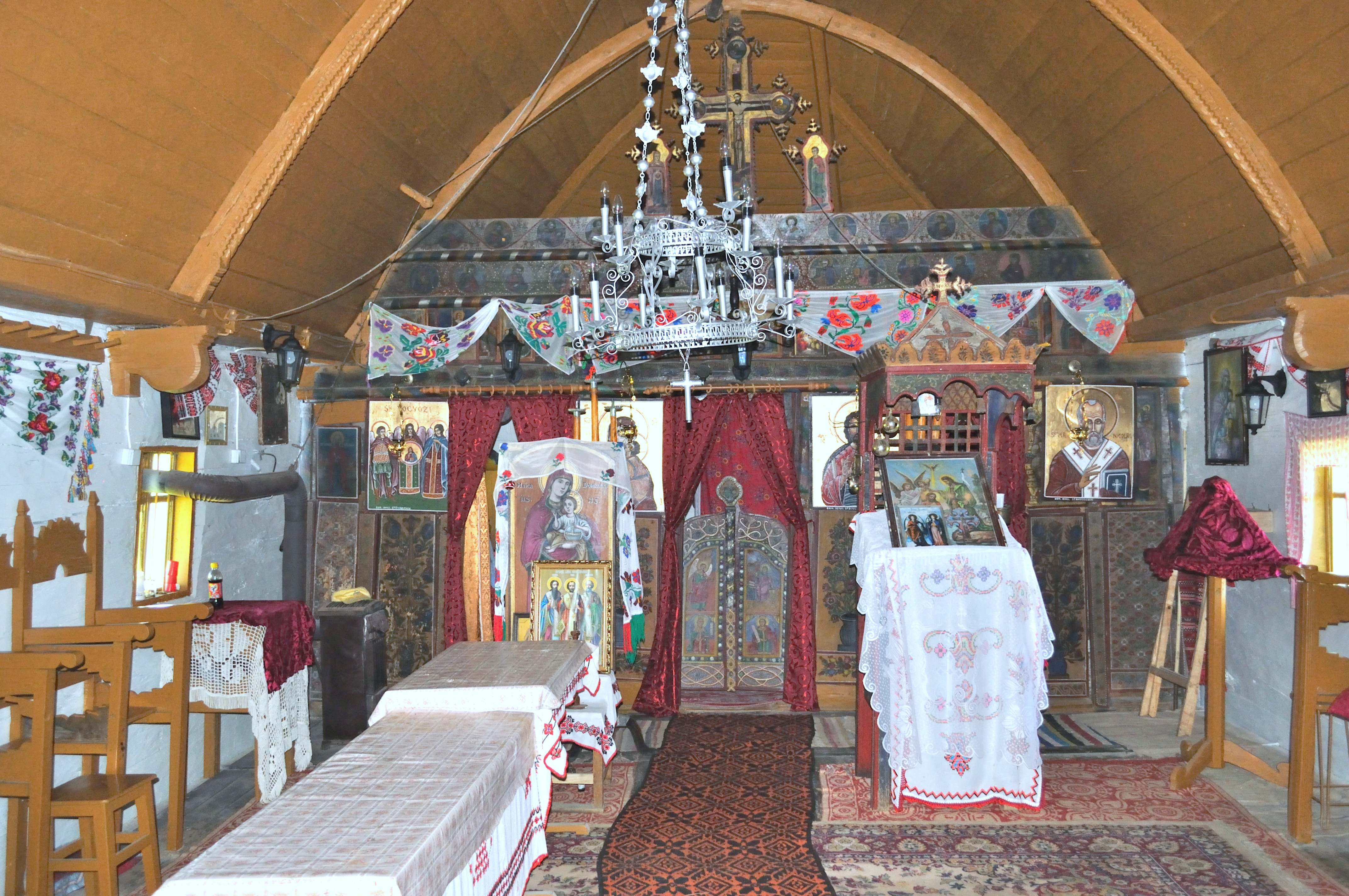
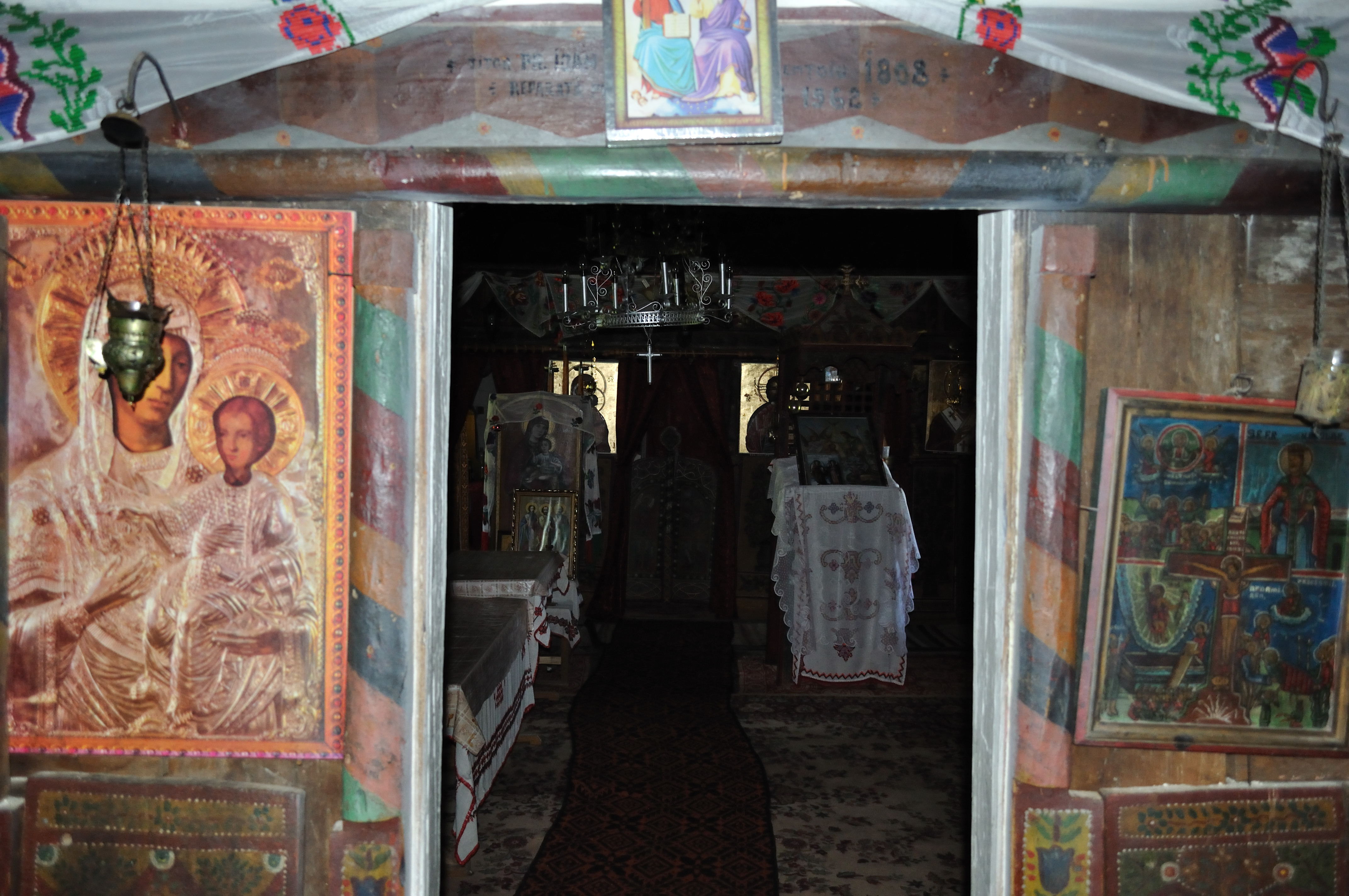
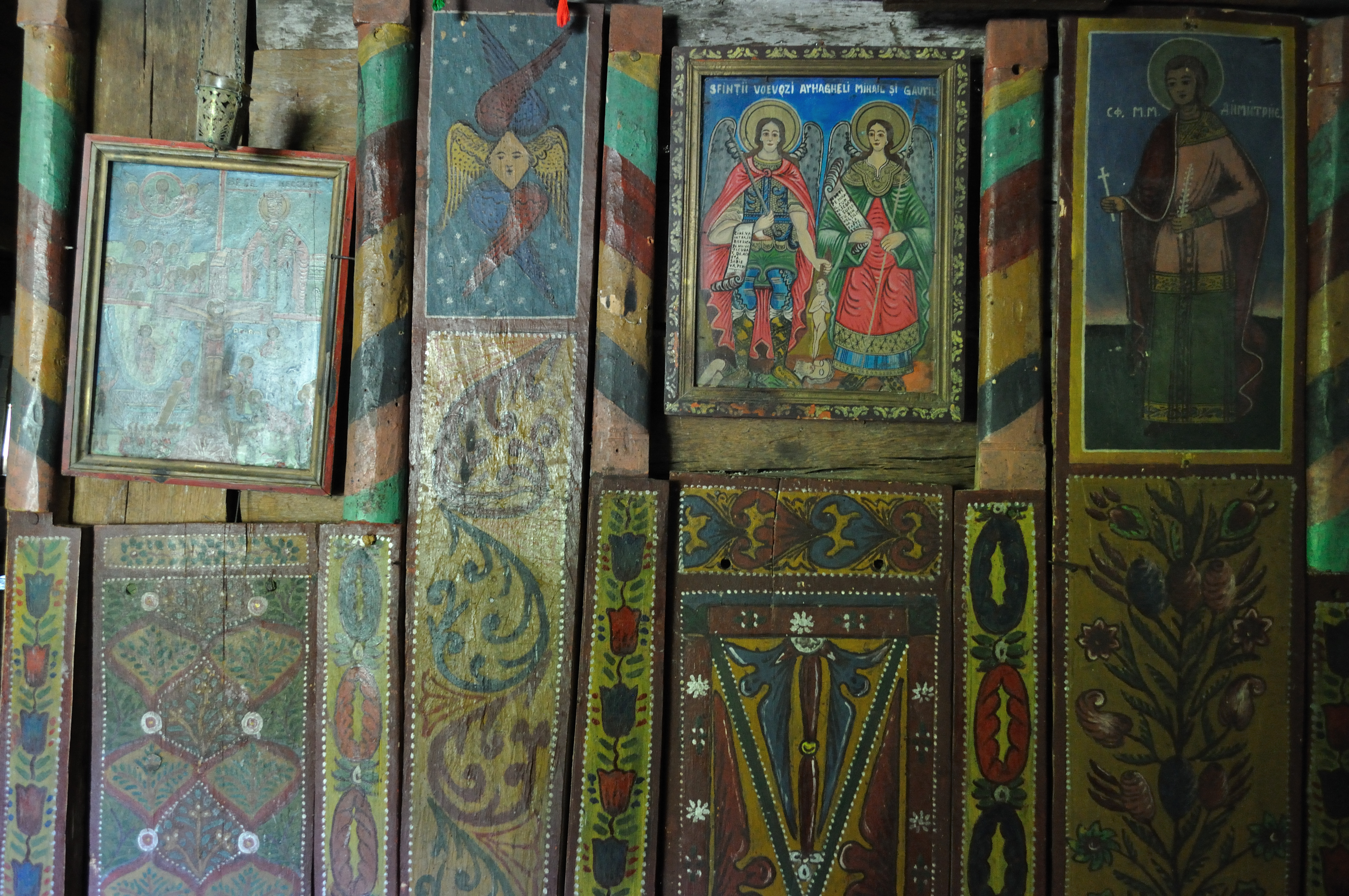
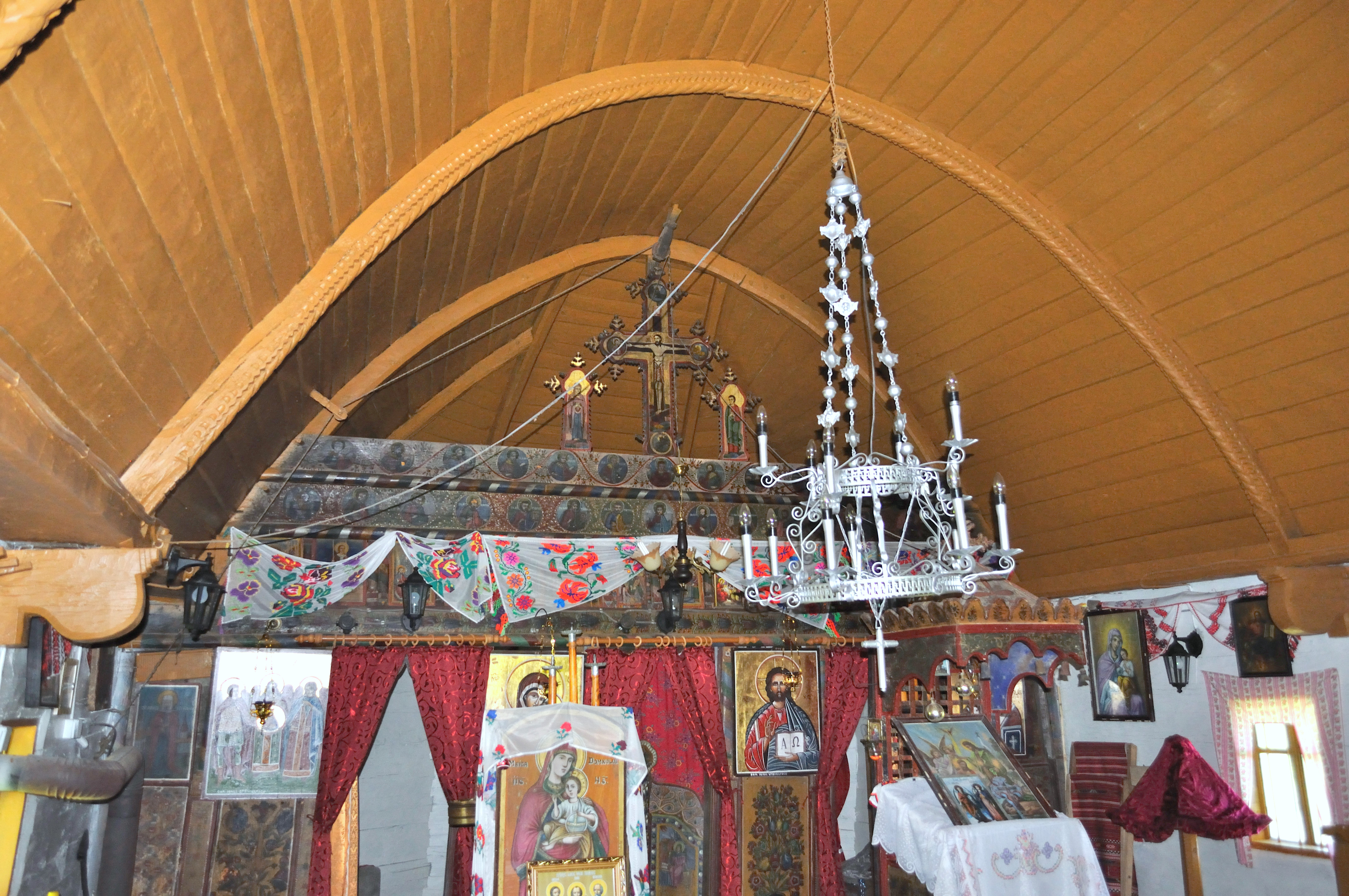
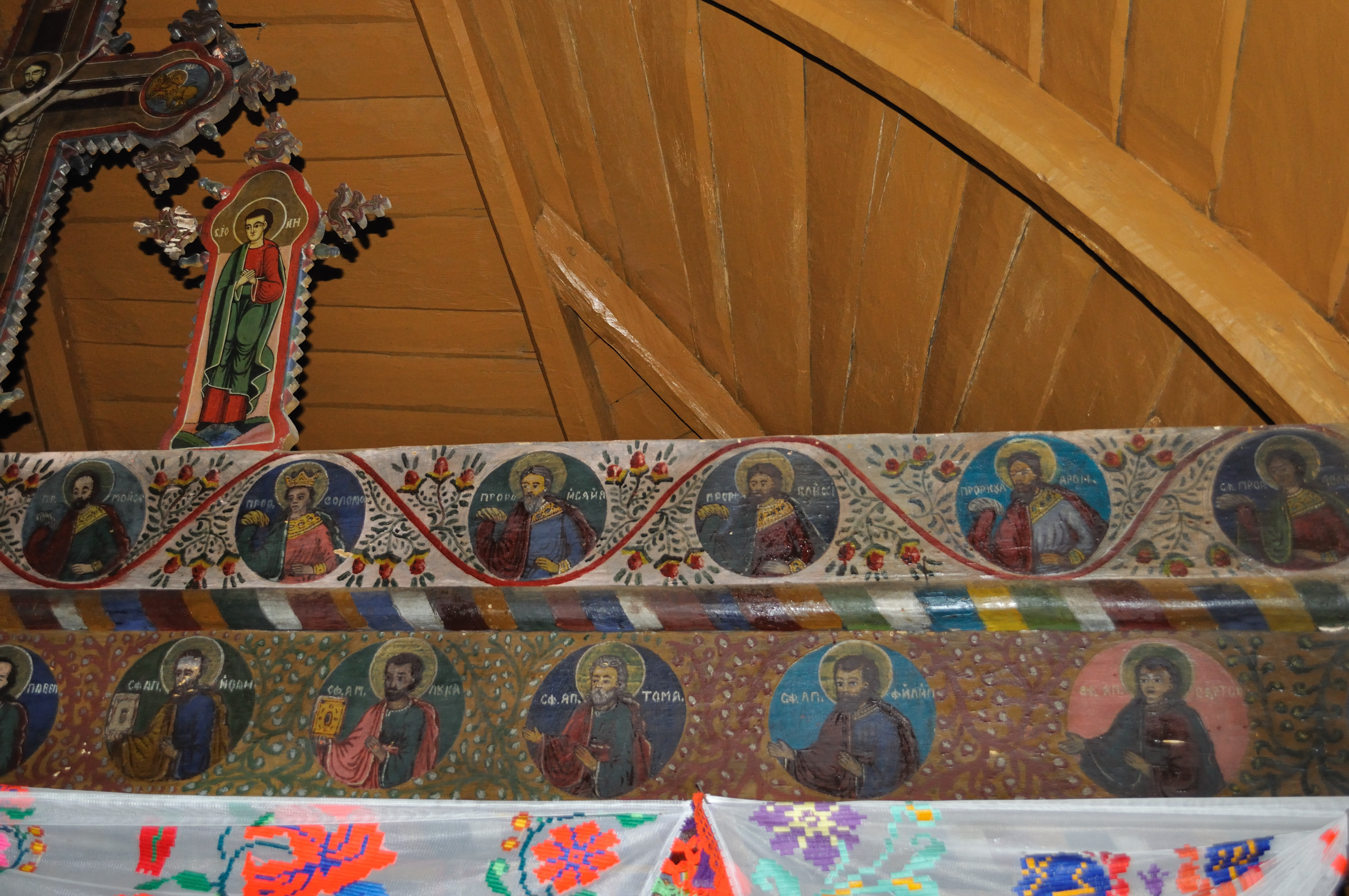